# Поверхностные акустические волны в пьезоэлектриках

Генерация ПАВ с помощью встречно-гребенчатого преобразователя. Справа — приёмные дорожки снимают сигнал, при этом происходит обратное преобразование механической энергии в переменный электрический ток, через нагрузочный резистор.

Поверхностные акустические волны в пьезоэлектриках — упругие волны распространяющиеся около поверхности пьезоэлектрика (релеевские волны) или в тонких пьезоэлектрических плёнках (лэмбовские волны наблюдаются, когда толщина подложки сравнима с длиной волны), сопровождающиеся модуляцией электрического поля для пьезоэлектрически активных направлений. Движение частиц среды при обоих типах волн эллиптическое. Амплитуда релеевских волн спадает при удалении от поверхности и её можно рассматривать как затухающую волну. Метод генерации ПАВ в пьезоэлектриках с помощью встречно-гребёнчатого преобразователя предложен в 1965 году, что позволило найти широкое применение в обработке высокочастотных сигналов, линиях задержки, сенсорах и, в последнее время, для манипулирования частицами в микроканалах.

## Теоретические основания
В линейной среде акустические волны полностью характеризуются уравнениями для смещений частиц Ui и потенциалом φ:
| {\displaystyle T_{ij}=C_{ijkl}S_{kl}-e_{kij}E_{k},} | (1.1) |

| {\displaystyle D_{i}=\varepsilon _{ij}E_{j}+e_{ijk}S_{jk},} | (1.2) |

| {\displaystyle S_{kl}={\frac {1}{2}}\left({\frac {\partial U_{k}}{\partial x_{l}}}+{\frac {\partial U_{l}}{\partial x_{k}}}\right),} | (1.3) |

| {\displaystyle E_{i}=-{\frac {\partial \phi }{\partial x_{i}}},} | (1.4) |

| {\displaystyle \rho {\frac {\partial ^{2}U_{i}}{\partial t^{2}}}={\frac {\partial T_{ik}}{\partial x_{k}}},} | (1.5) |

где Tij, Sij — тензоры напряжений и деформаций; E, D — векторы напряженности и индукции электрического поля; Cijkl, eijk, εij — тензоры модулей упругости (этот тензор симметричен по последней паре индексов), пьезомодулей и диэлектрической проницаемости соответственно; ρ — плотность среды. По повторяющимся индексам производится суммирование. Тензор модулей упругости задан при постоянном электрическом поле, а тензор диэлектрической проницаемости при постоянной деформации. Если пьезоэлектрик не содержит свободных зарядов, то его можно считать диэлектриком и для него выполняется закон Гаусса для индукции электрического поля:
| {\displaystyle {\frac {\partial D_{i}}{\partial x_{i}}}=0.} | (2) |

Собственные полупроводники при достаточно низкой температуре удовлетворяют этому условию. Из вышеприведённой системы уравнений можно получить уравнения для акустических волн в пьезоэлектрике
| {\displaystyle C_{ijkl}{\frac {\partial ^{2}U_{k}}{\partial x_{j}\partial x_{l}}}+e_{kij}{\frac {\partial ^{2}\phi }{\partial x_{j}\partial x_{k}}}=\rho {\frac {\partial ^{2}U_{i}}{\partial t^{2}}},} | (3.1) |

| {\displaystyle e_{ijk}{\frac {\partial ^{2}U_{j}}{\partial x_{i}\partial x_{k}}}-\varepsilon _{ij}{\frac {\partial ^{2}\phi }{\partial x_{i}\partial x_{j}}}=0.} | (3.2) |

Данные уравнения с граничными условиями полностью определяют задачу. При отсутствии пьезоэффекта решения уравнения (3.1) представляют собой упругие волны в анизотропной линейной среде.

### Парциальные волны
Ищем решение уравнений (3.1) и (3.2) в виде плоских волн распространяющихся в направлении x1 и затухающие в направлении x3:
| {\displaystyle u_{j}^{m}=\alpha _{j}^{m}\mathrm {exp} (ikb^{m}x_{3})\mathrm {exp} [ik(x_{1}-vt)],} | (4.1) |

| {\displaystyle \phi ^{m}=\alpha _{4}^{m}\mathrm {exp} (ikb^{m}x_{3})\mathrm {exp} [ik(x_{1}-vt)],} | (4.2) |

Подставляя эти решения в волновые уравнения получим систему уравнений на амплитуды
| {\displaystyle {\begin{pmatrix}\Gamma _{11}-\rho v^{2}&\Gamma _{12}&\Gamma _{13}&\Gamma _{14}\\\Gamma _{12}&\Gamma _{22}-\rho v^{2}&\Gamma _{23}&\Gamma _{24}\\\Gamma _{13}&\Gamma _{23}&\Gamma _{33}-\rho v^{2}&\Gamma _{31}\\\Gamma _{14}&\Gamma _{24}&\Gamma _{34}&\Gamma _{44}-\rho v^{2}\\\end{pmatrix}}{\begin{pmatrix}\alpha _{1}\\\alpha _{2}\\\alpha _{3}\\\alpha _{4}\\\end{pmatrix}}=0} | (5.1) |

где элементы выражаются как
| {\displaystyle {\begin{aligned}\Gamma _{11}&=c_{55}b^{2}+2c_{15}b+c_{11},\\\Gamma _{22}&=c_{44}b^{2}+2c_{46}b+c_{66},\\\Gamma _{33}&=c_{33}b^{2}+2c_{35}b+c_{55},\\\Gamma _{12}&=c_{55}b^{2}+(c_{14}+c_{56})b+c_{16},\\\Gamma _{13}&=c_{35}b^{2}+(c_{13}+c_{55})b+c_{15},\\\Gamma _{23}&=c_{34}b^{2}+(c_{36}+c_{45})b+c_{56},\\\Gamma _{44}&=-(\varepsilon _{33}b^{2}+2\varepsilon _{13}b+\varepsilon _{11}),\\\Gamma _{14}&=e_{35}b^{2}+(e_{15}+e_{31})b+e_{11},\\\Gamma _{24}&=e_{34}b^{2}+(e_{14}+e_{36})b+e_{16},\\\Gamma _{34}&=e_{33}b^{2}+(e_{13}+e_{35})b+e_{15},\\\end{aligned}}} | (5.2) |

Чтобы нетривиальное решение уравнений существовало, нужно чтобы детерминант системы (5.1) был равен нулю. Это условие задаёт уравнение 8-й степени относительно b. Выбирая только решения в нижней комплексной мы найдём полное решение волновых уравнений:
| {\displaystyle u_{j}=\left[\sum _{m}C_{m}\alpha _{j}^{m}\mathrm {exp} (ikb^{m}x_{3})\right]\mathrm {exp} [ik(x_{1}-vt)],} | (6.1) |

| {\displaystyle \phi =\left[\sum _{m}C_{m}\alpha _{4}^{m}\mathrm {exp} (ikb^{m}x_{3})\right]\mathrm {exp} [ik(x_{1}-vt)],} | (6.2) |

где неизвестные коэффициенты Cm находятся из граничных условий заданных на поверхности пьезоэлектрика: условия ненагруженной поверхности T33=T31=T32=0 и непрерывности нормальной компоненты вектора электрической индукции D3. Для граничных условий (показан m-ый столбец) получим систему уравнений:
| {\displaystyle {\begin{pmatrix}\cdot \cdot \cdot (c_{33i1}+c_{33i3}b^{m})\alpha _{i}^{m}+(e_{133}+e_{333}b^{m})\alpha _{4}^{m}\cdot \cdot \cdot \\\cdot \cdot \cdot (c_{31i1}+c_{31i3}b^{m})\alpha _{i}^{m}+(e_{131}+e_{331}b^{m})\alpha _{4}^{m}\cdot \cdot \cdot \\\cdot \cdot \cdot (c_{32i1}+c_{32i3}b^{m})\alpha _{i}^{m}+(e_{132}+e_{332}b^{m})\alpha _{4}^{m}\cdot \cdot \cdot \\\cdot \cdot \cdot (e_{3i1}+e_{3i3}b^{m})\alpha _{i}^{m}-(\varepsilon _{31}+\varepsilon _{33}b^{m}-i\varepsilon _{0})\alpha _{4}^{m}\cdot \cdot \cdot \\\end{pmatrix}}{\begin{pmatrix}C_{1}\\C_{2}\\C_{3}\\C_{4}\\\end{pmatrix}}=0.} | (7) |

Из равенства детерминанта системы нулю находят фазовую скорость волны.

### Симметрия кристаллов
Используя нотацию Фойгта тензор модулей упругости можно переписать в виде симметричной матрицы 6×6, которая имеет в общем случае 21 линейно независимую компоненту. Для кристаллов кубической симметрии (кремний, арсенид галлия), где координатная система совпадает с осями кристаллической решётки есть только три независимые компоненты:
{\displaystyle {\begin{pmatrix}c_{11}&c_{12}&c_{12}&0&0&0\\c_{12}&c_{11}&c_{12}&0&0&0\\c_{12}&c_{12}&c_{11}&0&0&0\\0&0&0&c_{44}&0&0\\0&0&0&0&c_{44}&0\\0&0&0&0&0&c_{44}\\\end{pmatrix}}}
Для кристаллов гексогональной симметрии (сульфид кадмия, окись цинка), где ось x3 совпадает с осью Z кристалла существует пять независимых компонент:
{\displaystyle {\begin{pmatrix}c_{11}&c_{12}&c_{13}&0&0&0\\c_{12}&c_{11}&c_{13}&0&0&0\\c_{13}&c_{13}&c_{33}&0&0&0\\0&0&0&c_{44}&0&0\\0&0&0&0&c_{44}&0\\0&0&0&0&0&1/2(c_{11}-c_{12})\\\end{pmatrix}}}
Для кристаллов тригональной симметрии (классы 32, 3m, {\displaystyle {\overline {3}}m}), выделяют шесть независимых компонент:
{\displaystyle {\begin{pmatrix}c_{11}&c_{12}&c_{13}&c_{14}&0&0\\c_{12}&c_{11}&c_{13}&c_{14}&0&0\\c_{13}&c_{13}&c_{33}&0&0&0\\c_{14}&c_{14}&0&c_{44}&0&0\\0&0&0&0&c_{44}&c_{14}\\0&0&0&0&c_{14}&1/2(c_{11}-c_{12})\\\end{pmatrix}}}
К этому классу относятся важные пьезоэлектрики такие как кварц, ниобат лития.
Тензор пьезоэлектрических постоянных в нотации Фойгта (последняя пара индексов заменяется) для кубической сингонии (классы 23 и {\displaystyle 4{\overline {3}}m}) имеют одну независимую компоненту
{\displaystyle {\begin{pmatrix}0&0&0&e_{14}&0&0\\0&0&0&0&e_{14}&0\\0&0&0&0&0&e_{14}\\\end{pmatrix}}}
Для кристаллов с гексогональной симметрией (точечная группа 6mm, поляризованная керамика по оси x3) — три компоненты:
{\displaystyle {\begin{pmatrix}0&0&0&0&e_{15}&0\\0&0&0&e_{15}&0&0\\e_{31}&e_{31}&e_{33}&0&0&0\\\end{pmatrix}}}
Для точечной группы 32 (тригональная сингония) две компоненты:
{\displaystyle {\begin{pmatrix}e_{11}&-e_{11}&0&e_{14}&0&0\\0&0&0&0&-e_{14}&-e_{11}\\0&0&0&0&0&0\\\end{pmatrix}}}
а для точечной группы 3m — четыре:
{\displaystyle {\begin{pmatrix}0&0&0&0&e_{15}&-e_{22}\\-e_{22}&e_{22}&0&e_{15}&0&0\\e_{31}&e_{31}&e_{33}&0&0&0\\\end{pmatrix}}}
Тензор диэлектрических постоянных также зависит от направления в кристалле для групп 3m, 32, 6mm, {\displaystyle {\overline {3}}m} и ε33≠ε11=ε22. Для классов 23, {\displaystyle 4{\overline {3}}m}, m3m: ε33=ε11=ε22.

## Взаимодействие ПАВ в пьезоэлектрике сДЭГ
Рассмотрим простейший одномерный случай и, отбрасывая индексы, перепишем систему уравнений (1) в виде:
| {\displaystyle T=cS-eE,} | (8.1) |

| {\displaystyle D=eS+\varepsilon E,} | (8.2) |

| {\displaystyle {\frac {\partial S}{\partial x}}={\frac {\partial ^{2}U}{\partial x^{2}}},} | (8.3) |

| {\displaystyle {\frac {\partial T}{\partial x}}=\rho {\frac {\partial ^{2}U}{\partial t^{2}}}.} | (8.4) |

Эта систему уравнений приводит к волновому уравнению для сдвига
| {\displaystyle \rho {\frac {\partial ^{2}U}{\partial t^{2}}}=c\left(1+{\frac {e^{2}}{c\varepsilon }}\right){\frac {\partial ^{2}U}{\partial x^{2}}}-{\frac {e}{\varepsilon }}{\frac {\partial D}{\partial x}}.} | (9) |

В случае если пьезоэлектрик окажется хорошим проводником, то продольные звуковые волны (скорость {\displaystyle v_{0}={\sqrt {c/\rho }}}) не будут пьезоэлектрическими, а если — диэлектриком, то скорость волны станет {\displaystyle v={\sqrt {(1+e^{2}/c\varepsilon )c/\rho }}}. Коэффициент {\displaystyle K^{2}=e^{2}/c\varepsilon } называется коэффициент электромеханической связи и принимает значения меньше 0,05 (для поверхности (100) GaAs в направлении [011] K²eff=6.4×10−4). Если в GaAs сформирован ДЭГ с проводимостью σ, то электрическое поле акустической волны приводит к потерям энергии из-за омических потерь. Коэффициент затухания Γ и изменение скорости пьезоакустической волны с частотой ω равны соответственно:
| {\displaystyle \Gamma ={\frac {2\pi }{\lambda }}{\frac {K_{eff}^{2}}{2}}{\frac {\sigma /\sigma _{M}}{1+(\sigma /\sigma _{M})^{2}}},} | (10.1) |

| {\displaystyle {\frac {v-v_{0}}{v_{0}}}={\frac {K_{eff}^{2}}{2}}{\frac {1}{1+(\sigma /\sigma _{M})^{2}}},} | (10.2) |

где λ — длина волны, σM=v0(1+ε). Здесь расстояние до ДЭГ от поверхности много меньше длины волны. В более общем случае изменение скорости и затухание связаны соотношением:
| {\displaystyle {\frac {\Delta v_{s}}{v_{s}}}-{\frac {i\Gamma }{q}}={\frac {\alpha ^{2}/2}{1+i\sigma _{xx}(q,v_{s}q)/\sigma _{M}}},} | (11) |

где vs — скорость акустической волны для идеального проводника, q — волновой вектор, а коэффициенты α и σM зависят от материальных параметров. Отсюда видно, что взаимодействие ПАВ с ДЭГ зависит от продольной компоненты терзора проводимости, определяя бесконтактный метод его измерения.
Из-за наличия затухания часть импульса волны передаётся ДЭГ, приводя к возникновению акустоэлектрического тока (если цепь замкнута).
Связь затухания и фазового сдвига с проводимостью благодаря взаимодействию ПАВ в пьезоэлектрике с ДЭГ изучалась в присутствии перпердикулярного магнитного поля в режиме целочисленного квантового эффекта Холла и дробного квантового эффекта Холла

## Усиление ПАВ в полупроводниках с пьезоэлектрическими свойствами
Система уравнений для одномерного случая (8) в полупроводниках n-типа с пьезоэлектрическими свойствами следует дополнить уравнениями для полного тока (включает дрейфовую и диффузионную части)
| {\displaystyle J=q\mu n_{c}E+qD_{n}{\frac {\partial n_{c}}{\partial x}},} | (12) |

уравнением непрерывности
| {\displaystyle {\frac {\partial J}{\partial x}}=-q{\frac {\partial n_{c}}{\partial t}}} | (13) |

и теоремой Гаусса
| {\displaystyle {\frac {\partial D}{\partial x}}=-qn_{c}.} | (14) |

Здесь μ — подвижность, q — элементарный заряд, Dn — коэффициент диффузии, концентрация электронов nc состоит из постоянной части n0 и меняющейся во времени вклада ns из-за действия электрического поля акустической волны. Помимо переменного электрического поля E1ejkx-jωt действует постоянное поле E0.

Коэффициент затухания в этом случае равен 
| {\displaystyle \Gamma ={\frac {K^{2}}{2}}{\frac {\omega _{c}}{v_{0}\gamma }}\left[1+{\frac {\omega _{c}^{2}}{\gamma ^{2}\omega ^{2}}}\left(1+{\frac {\omega ^{2}}{\omega _{c}\omega _{D}}}\right)^{2}\right]^{-1}} | (15) |

где {\displaystyle \omega _{c}=\sigma /\varepsilon }, {\displaystyle \omega _{D}=v_{0}^{2}/D}, {\displaystyle \gamma =1-\mu E_{0}/v_{0}=1-v_{d}/v_{0}}. Если дрейфовая скорость vd электронов больше скорости волны то γ меняет знак и, соответственно, вместо затухания происходит усиление поверхностной акустической волны.

## Адиабатический транспорт в одномерных каналах
Взаимодействие ПАВ в пьезоэлектрике с ДЭГ можно распространить на одномерные каналы, а именно сформированные с помощью латеральных затворов на поверхности GaAs. Бегущая ПАВ благодаря электрическому полю может создавать движущуюся потенциальную яму для отдельного электрона (которую можно представить как квантовую точку) в перекрытом одномерном канале, то есть индуцировать проводимость. Благодаря кулоновской блокаде за один период переносится один электрон, и результирующий ток определяется только частотой сигнала f и зарядом электрона:
{\displaystyle I=fe.}
Такая простая формула открывает возможность использовать транспорт в квази-одномерных каналах в качестве эталона силы тока.

## Применение
Датчики на поверхностных акустических волнах, линии задержки.